# Hushästmyra
Hushästmyra, (Camponotus herculeanus) är en myrart som först beskrevs av Carl von Linné 1758. Hushästmyra ingår i släktet hästmyror och familjen myror.

## Beskrivning
Hushästmyran är en stor myra med svartbrun kropp; mellankroppen hos arbetarna är dock rödbrun. Glesa men långa hår finns på hela kroppen, i synnerhet bakkroppen. Arbetarna blir 5 till 12 mm långa, drottningarna 14 till 17 mm, och hanarna 7 till 11 mm.

## Utbredning
Arten finns dels på europeiska kontinenten till norra Asien, söderut till Mellaneuropa och österut till södra Sibirien, dels i Nordamerika från Kanada till norra USA, inklusive Klippiga bergen.
I Sverige finns arten i hela landet utom Torne lappmark. Den är vanligt förekommande, och klassificerad som livskraftig av Artdatabanken.
I Finland är också arten allmän och finns i hela landet, från Åland och sydkusten till norra Lappland. Även här är arten klassificerad som livskraftig.

## Ekologi
Liksom andra hästmyror bygger hushästmyran sina bon i trä, både i murknande sådant och färskt virke, framför allt från barrträd. Den kan angripa trävirket i hus, med stora ekonomiska konsekvenser. Arten kan även leva i tät skog. Boet består av gångar som grävs ut mellan årsringarna, men även i marken, exempelvis under liggande stockar, som på det viset kan förbindas med varandra. Ett bo kan ha mer än en drottning, men de olika drottningarna lever i sådana fall i var sin del av boet. Arten svärmar från slutet av maj till början av juni under eftermiddag och kväll.
I Nordamerika är arten en av de få myrarter som kan nå trädgränsen.

## Underarter
Arten delas in i följande underarter:
- C. h. eudokiae
- C. h. herculeanus

## Bildgalleri

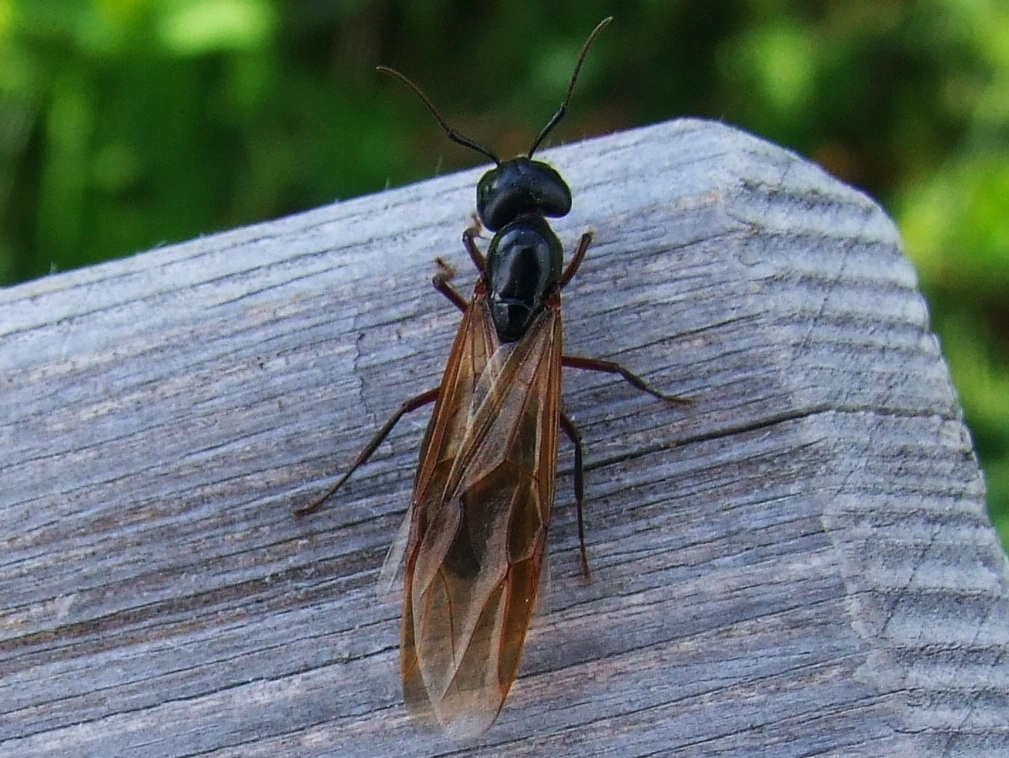
Bevingad hona.
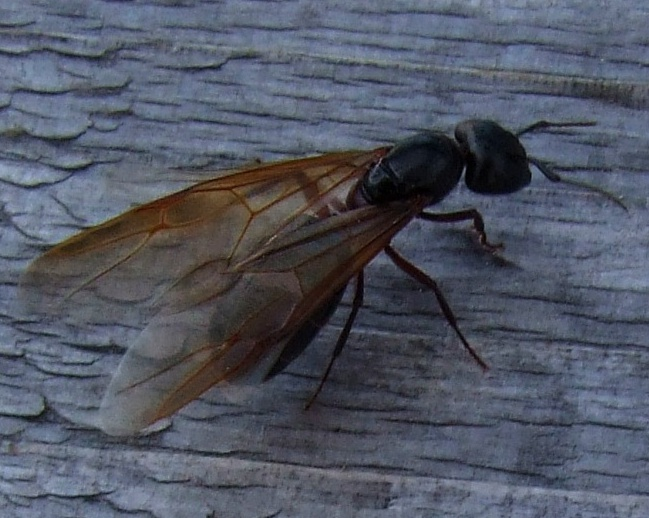
Bevingad hona.
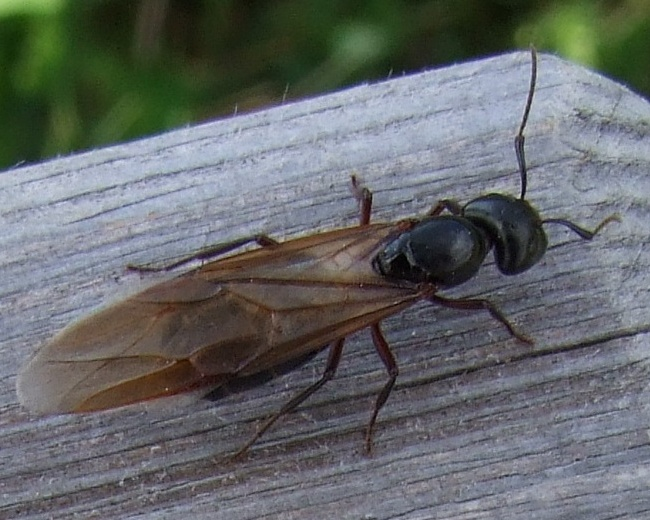
Bevingad hona.
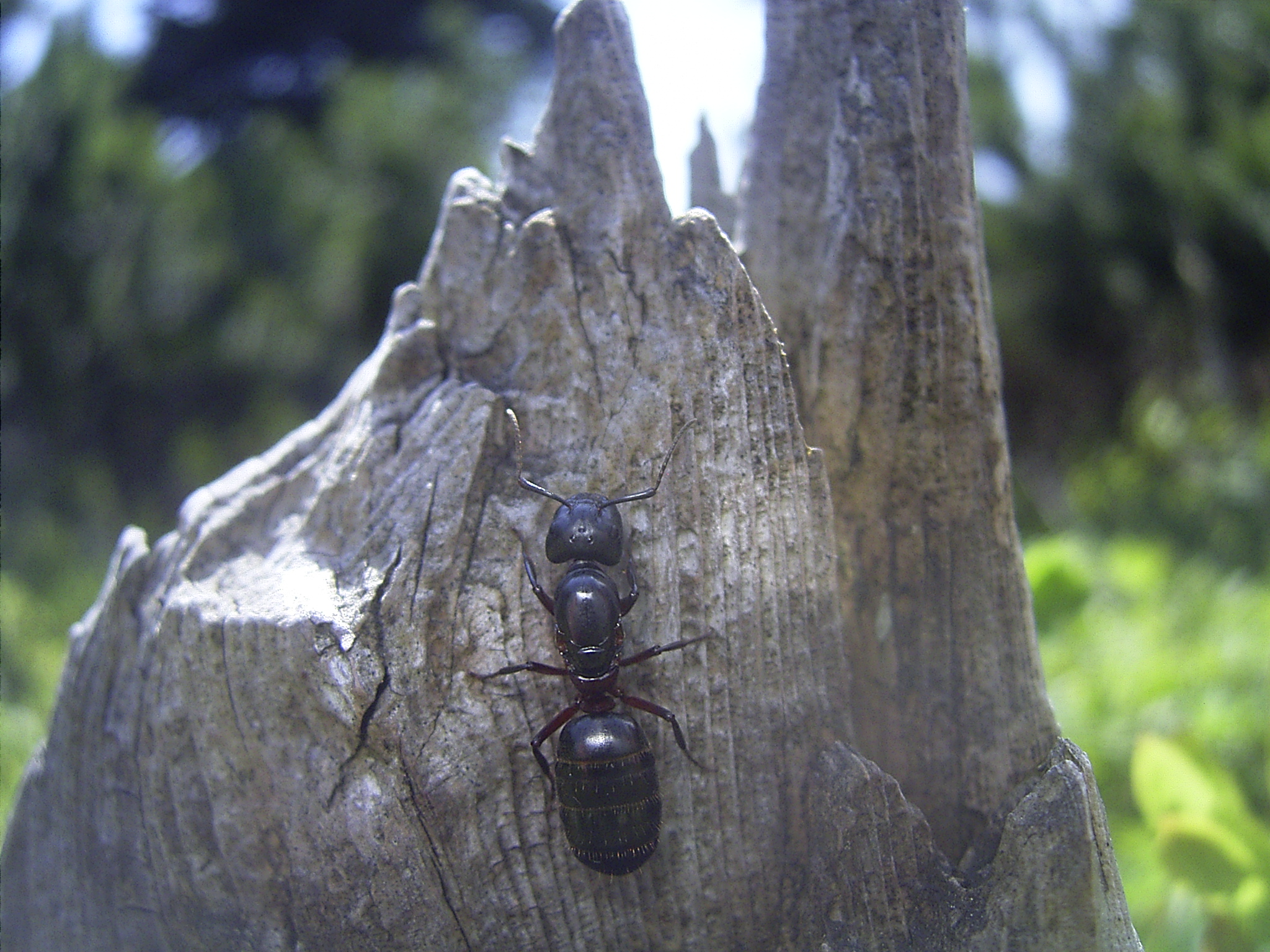
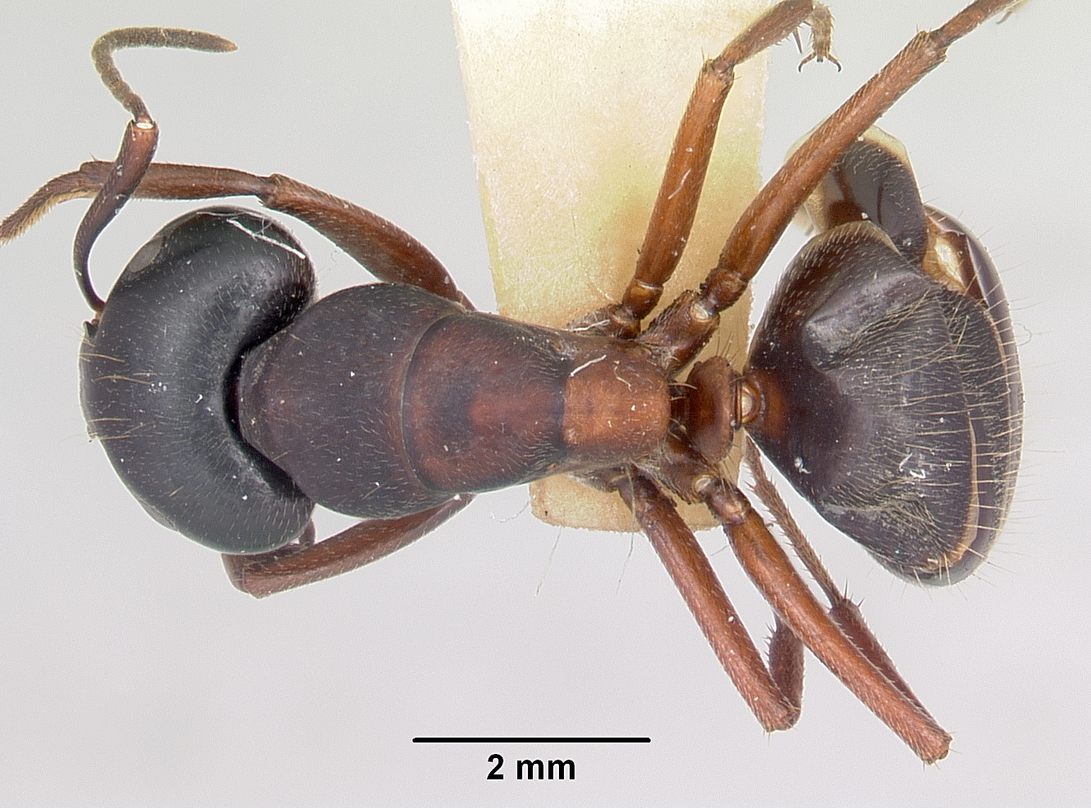
Rygg på preparerat exemplar.
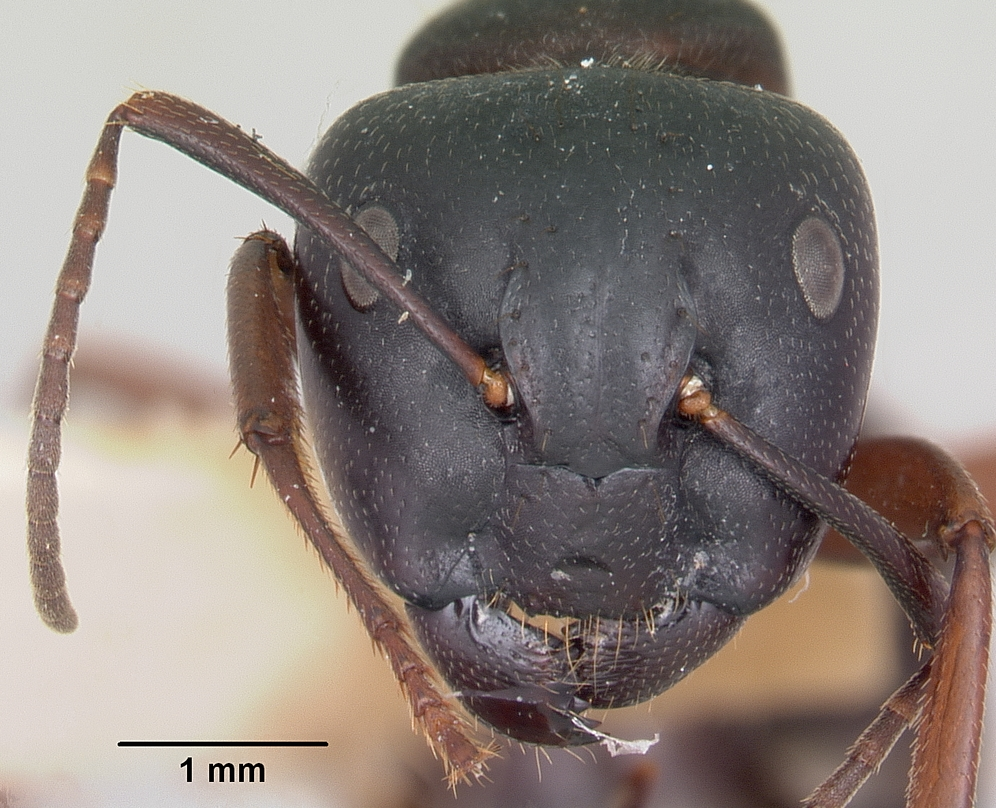
Huvud på preparerat exemplar.